# Prinsessan Törnrosa
Prinsessan Törnrosa (finska: Prinsessa Ruusunen) är en finsk film från 1949. Filmen bygger på en gammal folksaga och pjäs av Zacharias Topelius.
Filmen hade biopremiär i Finland den 8 april 1949 och i Sverige den 14 december 1952.

## Handling
Prinsessan Törnrosa tar emot Tuonetars förbannelse och faller i en hundraårig sömn, från vilken hon bara kan väckas av prinsens kyss.

## Rollista
- Aarne Laine – kungen
- Mirjam Novero – drottningen
- Pikku-Annika – prinsessan Törnrosa som femåring
- Tuula Usva – prinsesan Törnrosa som femtonåring
- Martti Katajisto – prins Florestan
- Siiri Angerkoski – statsrådinnan
- Jalmari Rinne – hovmarskalken
- Tarmo Manni – kammarherren
- Uuno Montonen – mästerkocken
- Kalle Viherpuu – munskänkschefen
- Birger Kortman – Sam
- Hilja Jorma – hovdam
- Aku Korhonen – tomten
- Arvo Lehesmaa – skomakare
- Irja Kuusla – skomakarens hustru
- Joel Asikainen – skräddare
- Litja Ilmari – skräddarens hustru
- Mauri Jaakkola – kittelflickare
- Irja Viherpuu – kittelflickarens hustru
- Kaarlo Wilska – den lärde
- Otto Noro – vävare
- Elsa Turakainen – Spinnar-Liisa
- Ritva Waltari – Sanna som femåring
- Olga Tainio – mor Leena
- Laina Laine – Sanna som 105-åring
- Rauha Rentola – Barbro
- Ritva-Leena – Dorina
- Eeva-Kaarina Volanen – Volotar, den goda fen
- Enni Rekola – Tuonetar
- Rauha Puntti – Kuutar
- Trina Taipale – Tähdetär
- Maija-Liisa Ilmari – Päivätär
- Birgit Kinnunen – Sulotar
- Leena Häkinen – Koitar
- Veikko Uusimäki – Airut

### Svensk version
Rune Halvarsson gör alla röster i den svenska versionen och läser också förklarande skyltar.